# Klinikum Bremen-Ost

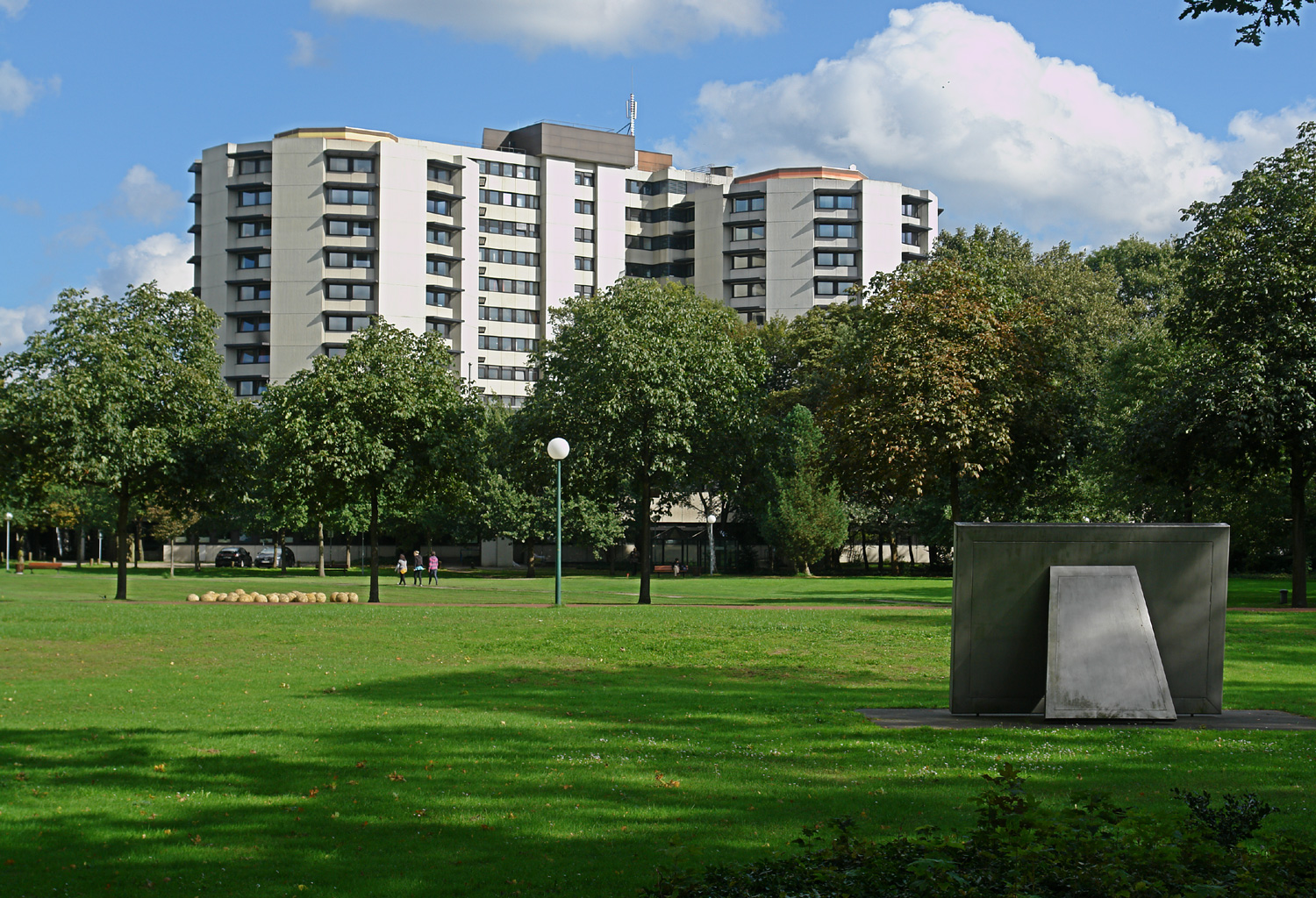
Blick auf das Hauptgebäude vom Park an der Westseite mit den Skulpturen Rollfeld II und Irrstern

Das Klinikum Bremen-Ost ist ein Krankenhaus der Stadt Bremen in Bremen-Osterholz, Züricher Straße 40, mit 949 Betten und rund 2078 Beschäftigten. Es gehört wie drei weitere Kliniken (Bremen-Nord, Bremen-Mitte und Links der Weser) dem Bremer Klinikverbund Gesundheit Nord gGmbH an.

## Aufgabe und Lage
Das Klinikum Bremen-Ost ist ein Krankenhaus mit zwölf Fachkliniken. Es dient im Bremer Osten als regionaler Versorger sowie für Patienten aus anderen Regionen für spezielle klinische Behandlungen. Es stehen insgesamt 949 Betten zur Verfügung davon 410 für die Akutmedizin und 318 für die Psychiatrie.
Das Klinikum – sowie die drei weiteren Kliniken Bremen-Mitte, Bremen-Nord und Links der Weser – gehört dem Bremer Klinikverbund Gesundheit Nord gGmbH an. Es ist ein Lehrkrankenhaus der Universität Göttingen.
Das Klinikum liegt im Bremer Stadtteil Osterholz und erstreckt sich über eine Fläche von 11 Hektar. Es ist erreichbar mit den Buslinien 25, 33, 34 und 37 der Bremer Straßenbahn AG (nächstgelegene Haltestellen Krankenhaus Ost, Oewerweg, Poggenburg und Am Hallacker) sowie über die Autobahn A 27, Abfahrt HB-Sebaldsbrück.

## Geschichte

### Gründung
Jean Paul Friedrich Scholz, der Leiter der Krankenanstalt Bremen, heute Klinikum Bremen-Mitte, modernisierte die Irrenabteilung im Sinne des No-restraint-Systems und veranlasste 1891 ihre Umbenennung in St.-Jürgen-Asyl.
Nachdem die Stadt Bremen vom Bremer Dom ein Gelände im ehemaligen Dorf Ellen bei Bremen erworben hatte, bewilligte die Bremer Bürgerschaft 1900 für den Bau einer Anstalt rund 2 Millionen Mark. 1904 wurde sie als St.-Jürgen-Asyl für Geistes- und Nervenkranke mit 300 Betten in Betrieb genommen. Ein Asyl auf dem Lande wurde aus finanziellen und pflegerischen Gründen einem städtischen Asyl vorgezogen.
Entsprechend dem Paradigmenwechsel seinerzeit wurde die Anlage nicht über Mehrgeschossbauten mit langen Korridoren, sondern mittels einer Vielzahl von ein- und zweigeschossiger Bauten, eingebettet in eine Parklandschaft realisiert.
Weitere Bauten folgten bald. Von den 72 ha des Anstaltsgeländes waren bis 1915 18 ha bebaut. Die Gebäude der Anlage von 1904, die auch heute noch weitestgehend erhalten ist, wurden in der Hauptsache als Putzbauten mit Eichenfachwerk, übertretenden Dächern und Veranden ausgeführt.
Das St.-Jürgen-Asyl war autonom und verfügte über eine eigene Energieversorgung, Landwirtschaft, eine Bäckerei, Gemüseanbau und Tierhaltung, Werkstätten, Wäscherei, Großküche, Plätterei, Gesellschaftshaus sowie über einen Betsaal und ein Krematorium.

### Entwicklung bis zum Ende der Weimarer Republik

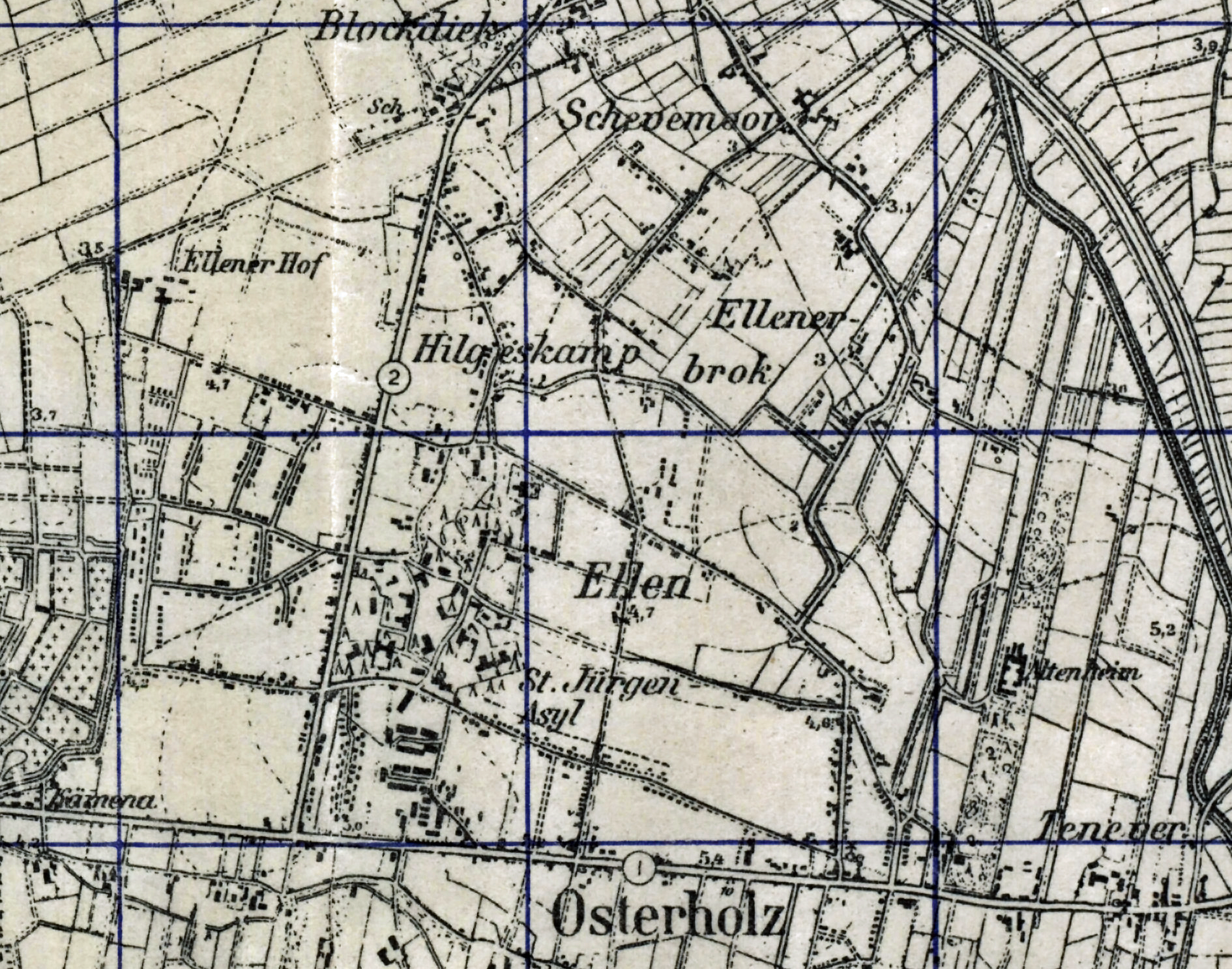
Karte mit dem St.-Jürgen-Asyl 1944

Das „preußische Maß polizeilich zulässige Belegziffer“ sah für das Asyl einen Bestand von 330 Patienten vor. Bereits 1905 hatte das Asyl mit einem Krankenbestand von 446 Patienten eine Überbelegung. Vor Kriegsbeginn 1913 stieg die Zahl auf 608, einen Sprung gab es 1917 mit 643 Patienten. Die Belegung ging kriegsbedingt zurück. Allein 1917 starben 38 % aller Kranken an den Folgen mangelhafter Ernährung. Bis 1919 fiel der Krankenbestand auf einen Tiefpunkt von 477, um bis 1930 wieder auf 688 Patienten anzusteigen. Zum Beginn des Ersten Weltkriegs belief sich der Patientenbestand bereits auf 633 und 1939 waren es 968 Patienten.
Erster Direktor des St.-Jürgen-Asyls war der Psychiater Anton Delbrück. Als wichtigsten Teil der Behandlung im Asyl förderte Delbrück die Arbeitstherapie. Etwa die Hälfte der Patienten war in die Arbeitstherapie einbezogen. Männer arbeiteten auf den angrenzenden Äckern oder Gartenland, auf dem Gutshof oder im Werkstattgebäude. Die Mehrzahl der Frauen wurde in hauswirtschaftlichen Arbeiten eingesetzt.
1921 wurde das St.-Jürgen-Asyl in den Stadtteil Osterholz eingemeindet.
1927 folgte Friedrich Karl Walter als neuer Direktor. 1928 wurde von ihm die Klinik in „Bremische Heil- und Pflegeanstalt“ umbenannt. Schwerpunkte der Forschung Walters lagen im biologisch-somatischen Bereich.

### Zeit des Nationalsozialismus
Noch vor Inkrafttreten des Gesetzes zur Verhütung erbkranken Nachwuchses trat Walter für die Zwangssterilisierung sogenannter „Erbkranker“ ein. Unter seiner Führung war 1934 bereits die Hälfte der Patienten zwangssterilisiert worden. Es wurden insgesamt 2665 Männer und Frauen aus Bremen zwangssterilisiert.
Im Zuge der Gleichschaltung durch die Nationalsozialisten führte die nationalsozialistische Bremer Regierung eine „große Säuberungsaktion“ durch. „Während der letzten zehn Jahre hat sich“, so Hermann Brauneck, Präsident der Behörde für das Gesundheitswesen in Bremen, „die Bremische Heil- und Pflegeanstalt mehr und mehr zu einer marxistischen Hochburg entwickelt.“ Mehrere Angestellte des St.-Jürgen-Asyls wurden entlassen. Bis Februar 1934 waren alle leitenden Beamten durch Nationalsozialisten ersetzt.
Zwischen 1938 und 1944 wurden fast 1000 Patienten im Rahmen der so genannten „Euthanasie“ in andere Anstalten verlegt; von ihnen wurden über 700 umgebracht, die meisten in den Tötungsanstalten Hadamar und Meseritz-Obrawalde.

### Nachkriegszeit bis heute

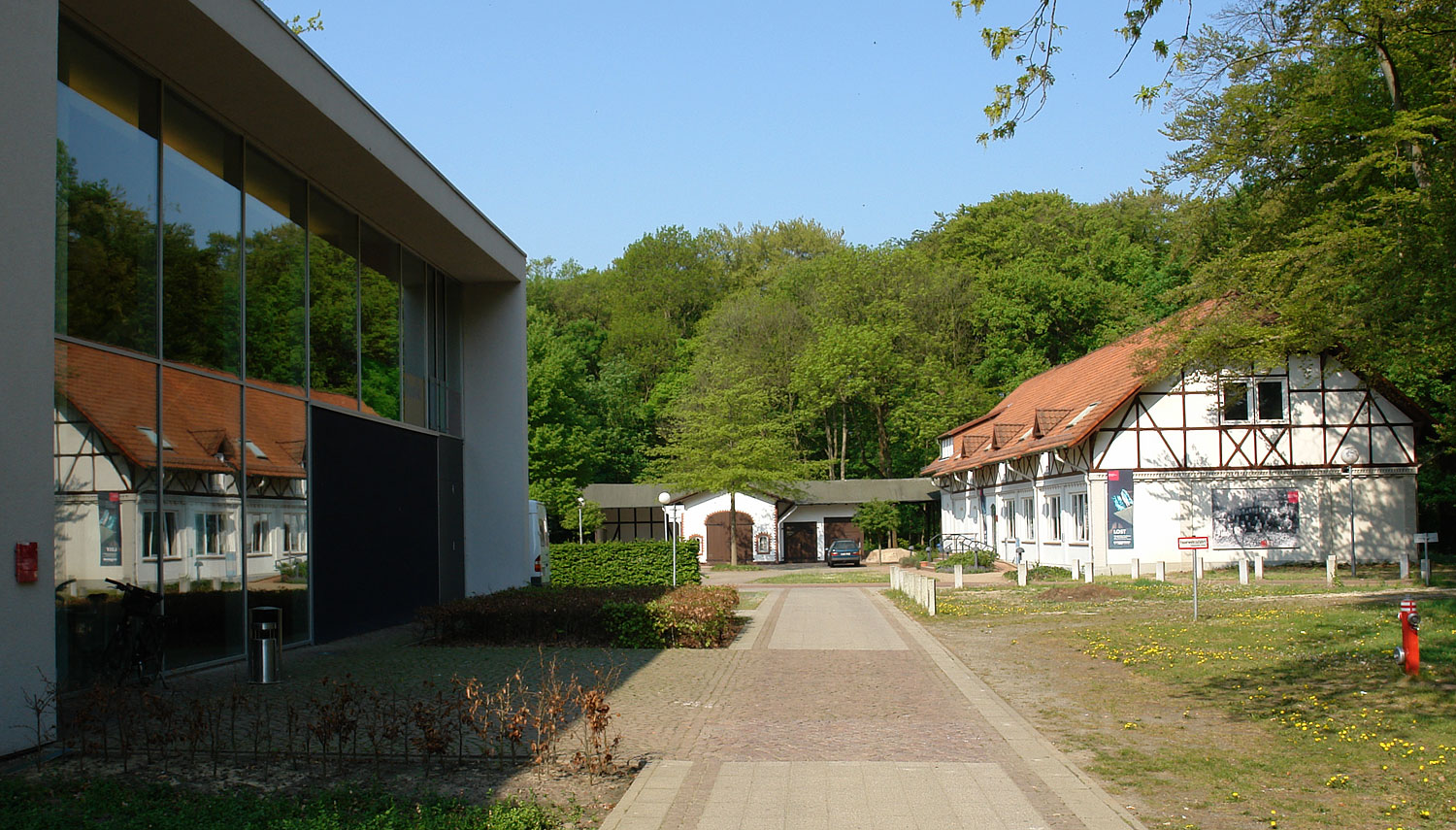
KulturAmbulanz mit Galerie im Park und Krankenhausmuseum (Haus 41 und 43)

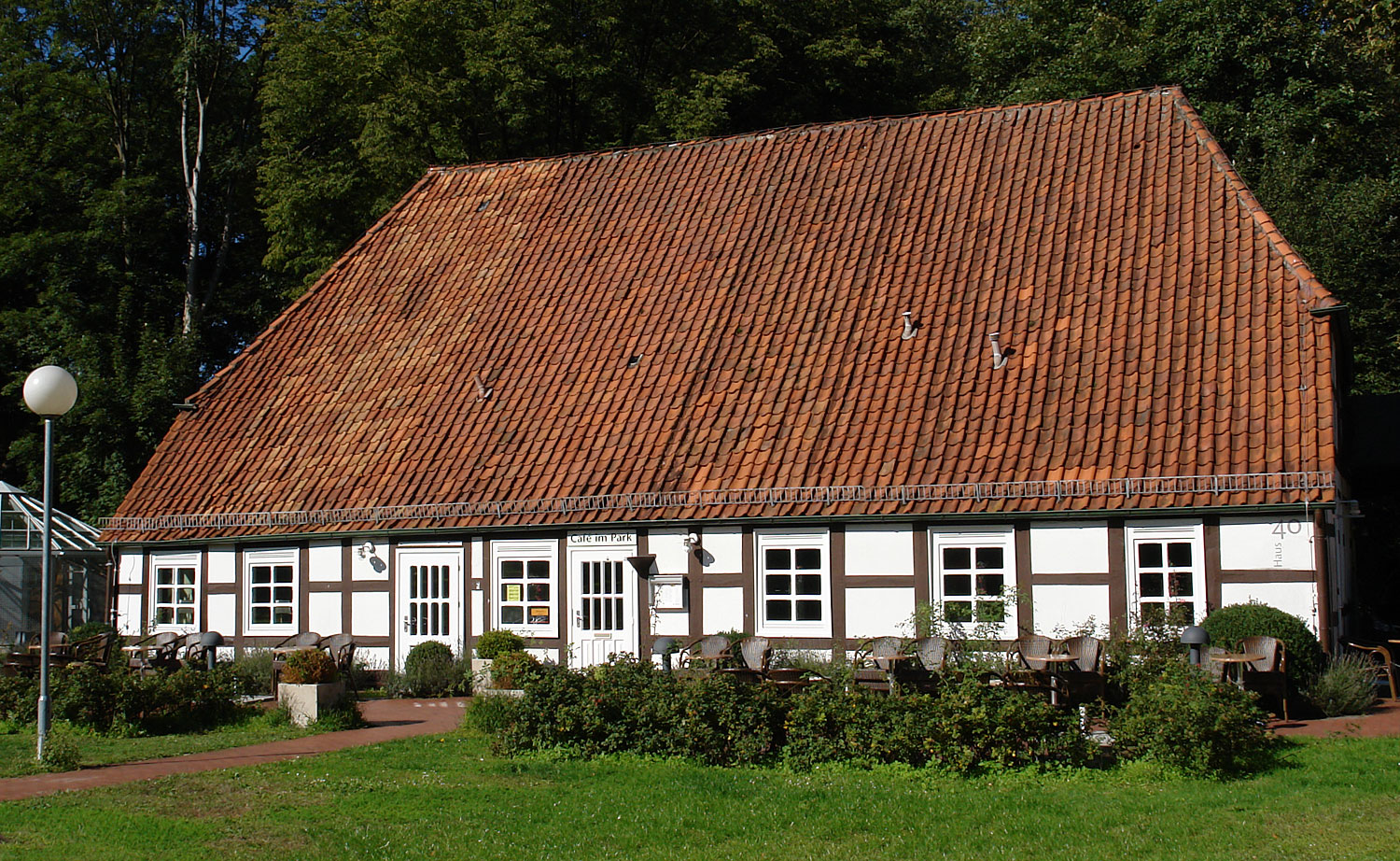
Ehemaliger Pferdestall des Gutshofs Maass (Haus 40), heute Café im Park

Nach dem Zweiten Weltkrieg wurden die Bereiche Neurologie, Neurochirurgie, Neurophysiologie und Psychotherapie geschaffen.
Zusätzliche Abteilungen wurden in Horn (mit 110 Betten) in Oberneuland (89), St. Magnus (18) und in Blankenburg bei Oldenburg (350) eingerichtet, so dass die Nervenklinik im Jahr 1965 über 1.300 Betten verfügte.
1970 beschloss die Bremer Bürgerschaft eine Reform der psychiatrischen Versorgung. Um 1977 wurde ein Neubau geplant. Es erfolgte die Aufnahme der im Sebaldsbrücker Krankenhaus untergebrachten Inneren Medizin und der Chirurgie. In Sebaldsbrück wurde eine Abteilung der Psychiatrischen Klinik untergebracht. Bis 1988 wurden die Außenstellen Horn, Oberneuland, St. Magnus und Blankenburg aufgegeben und die Klinik Holdheim mit den Disziplinen Lungenmedizin und Thoraxchirurgie integriert.
1989 entstand die KulturAmbulanz bestehend aus dem Krankenhaus-Museum, dem Veranstaltungszentrum Haus im Park und der Galerie im Park.
2000 wurde auf dem Klinikgelände das zweiteilige Mahnmal Fenster des Himmels / Irrstern von Marikke Heinz-Hoek zum Gedenken an die Psychiatrieopfer in Bremen in der Zeit des Nationalsozialismus eingeweiht, bestehend aus einer Videoinstallation im Foyer des Hauptgebäudes und einer Mahntafel im Park der Klinik.

## Denkmalschutz St.-Jürgen-Asyl

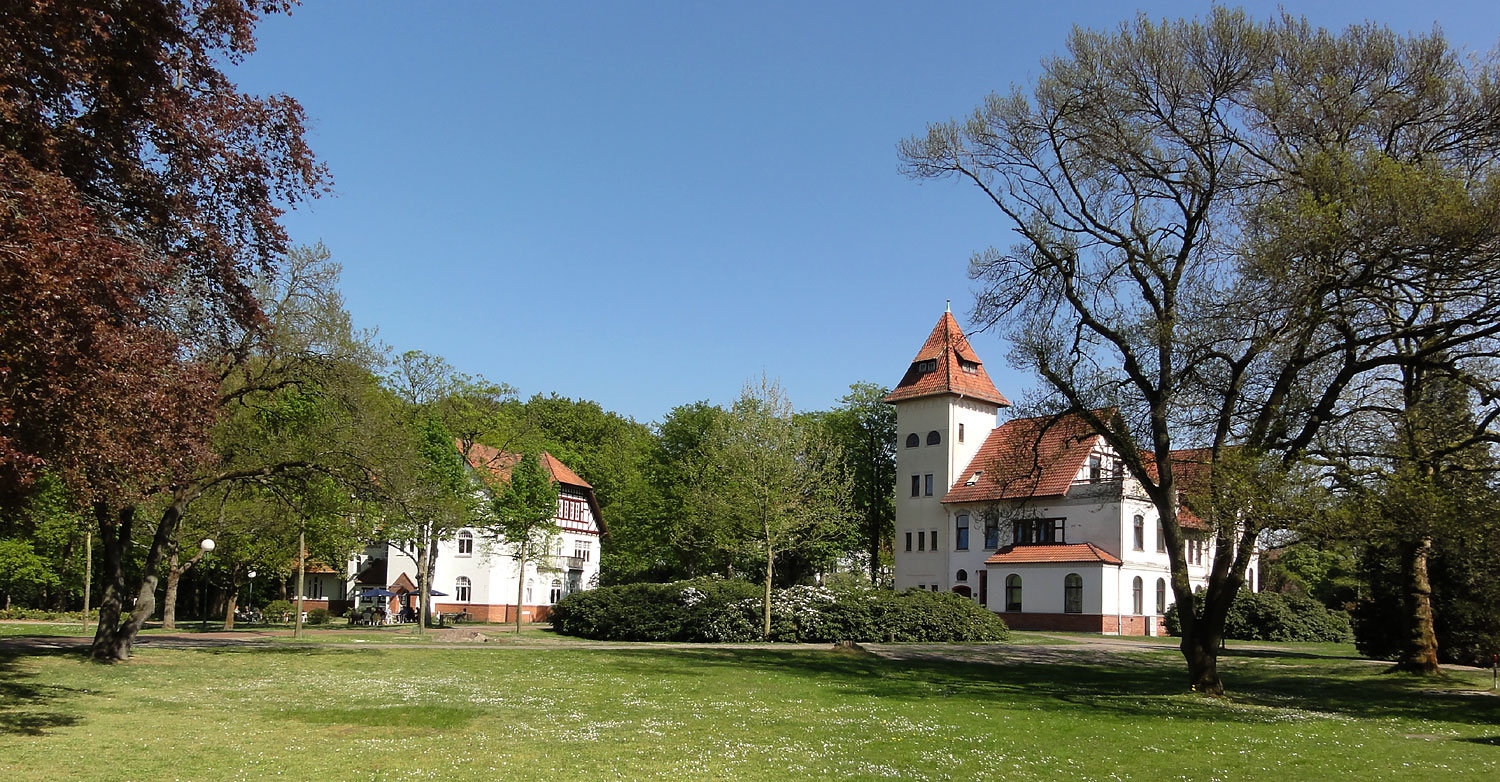
Park, Haus 9 und 17

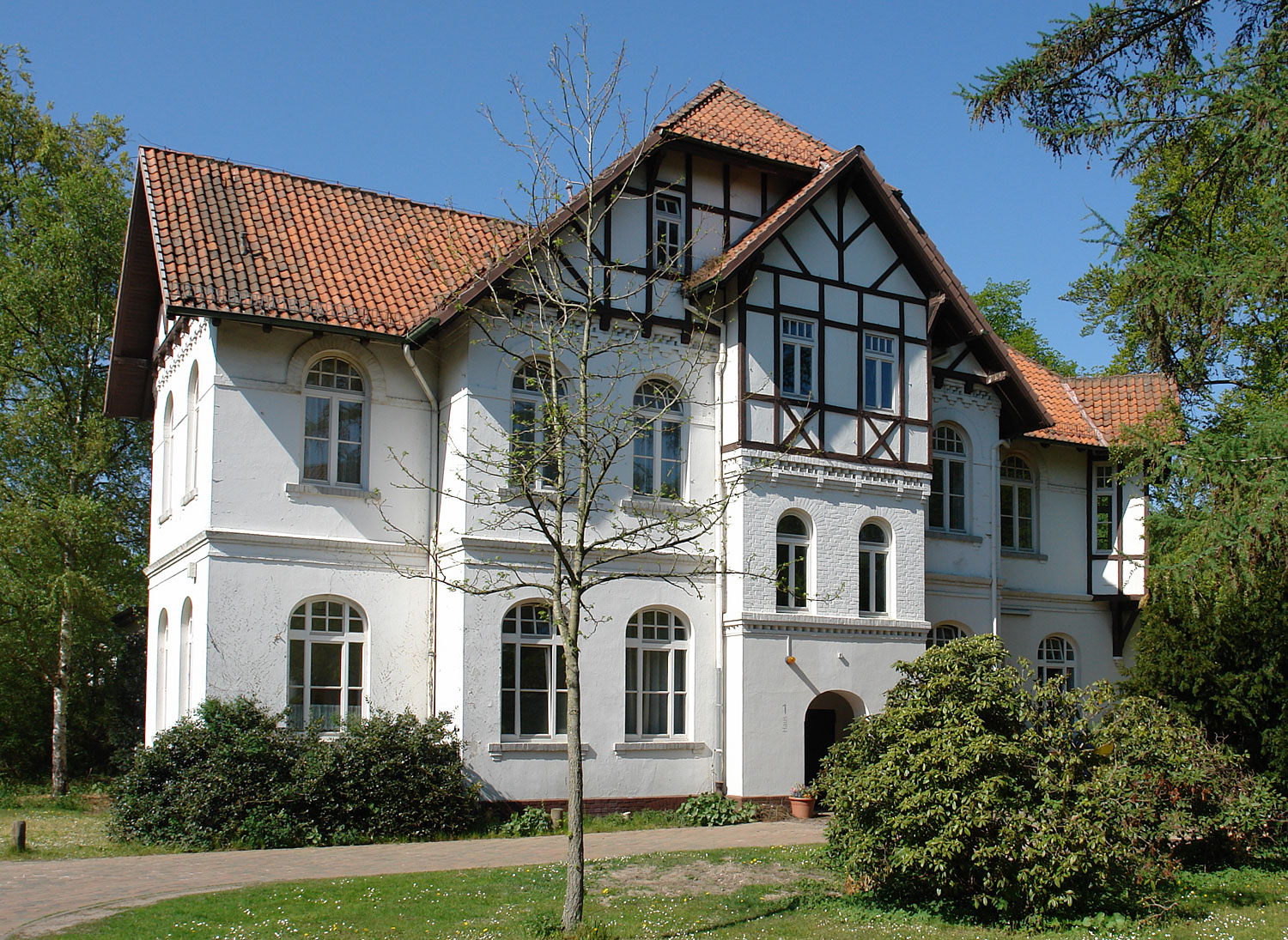
Haus 1

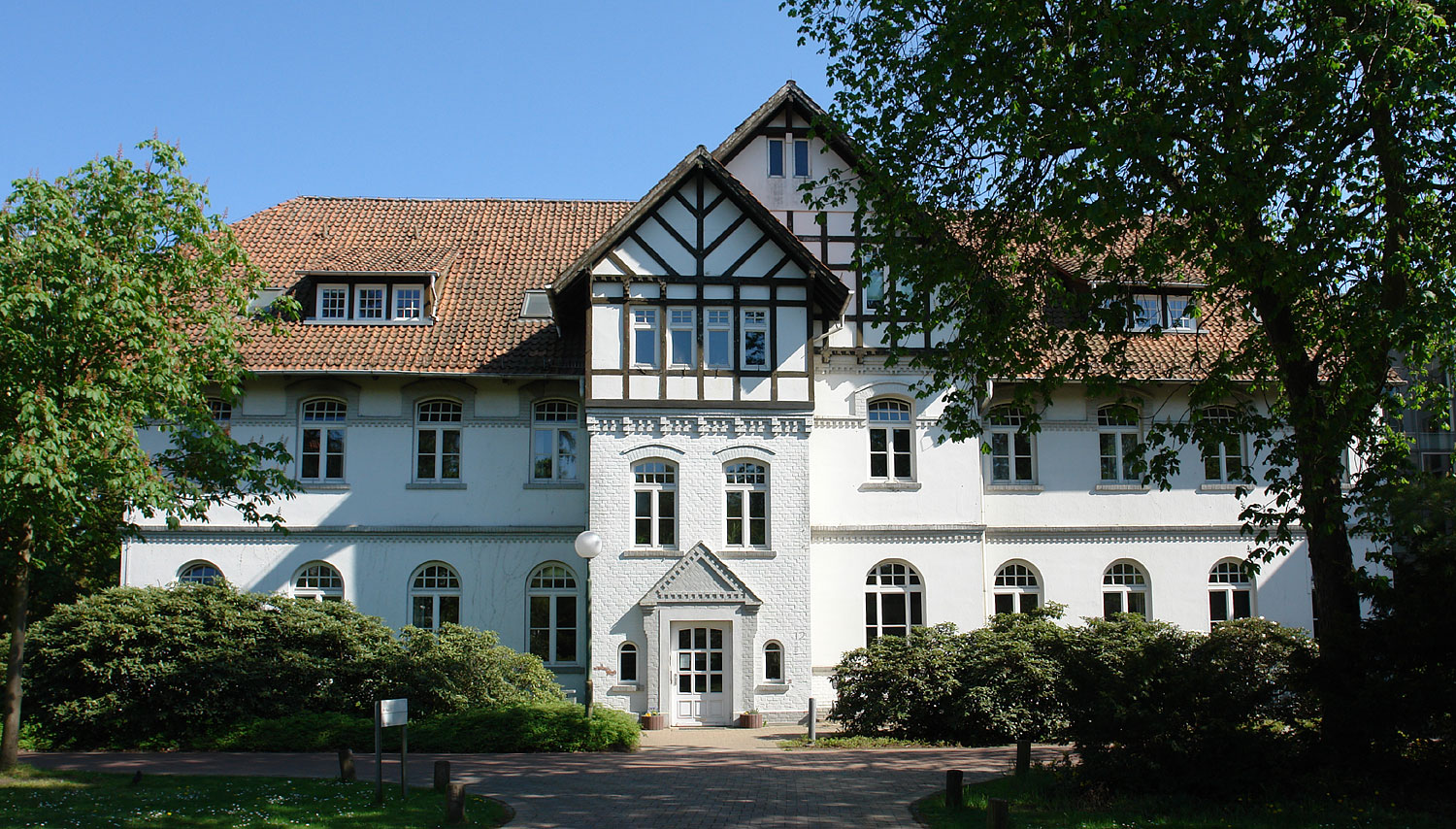
Haus 12

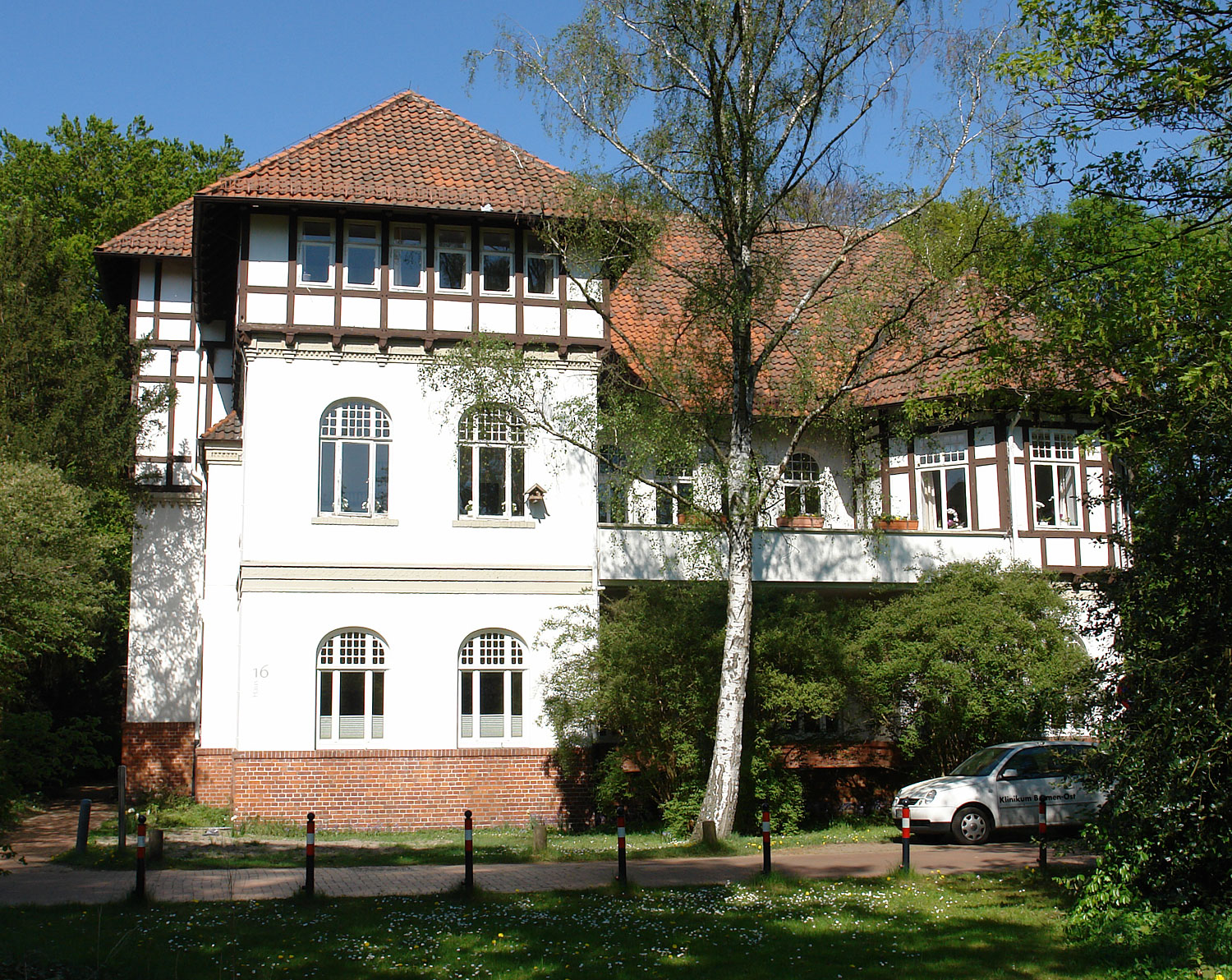
Haus 16

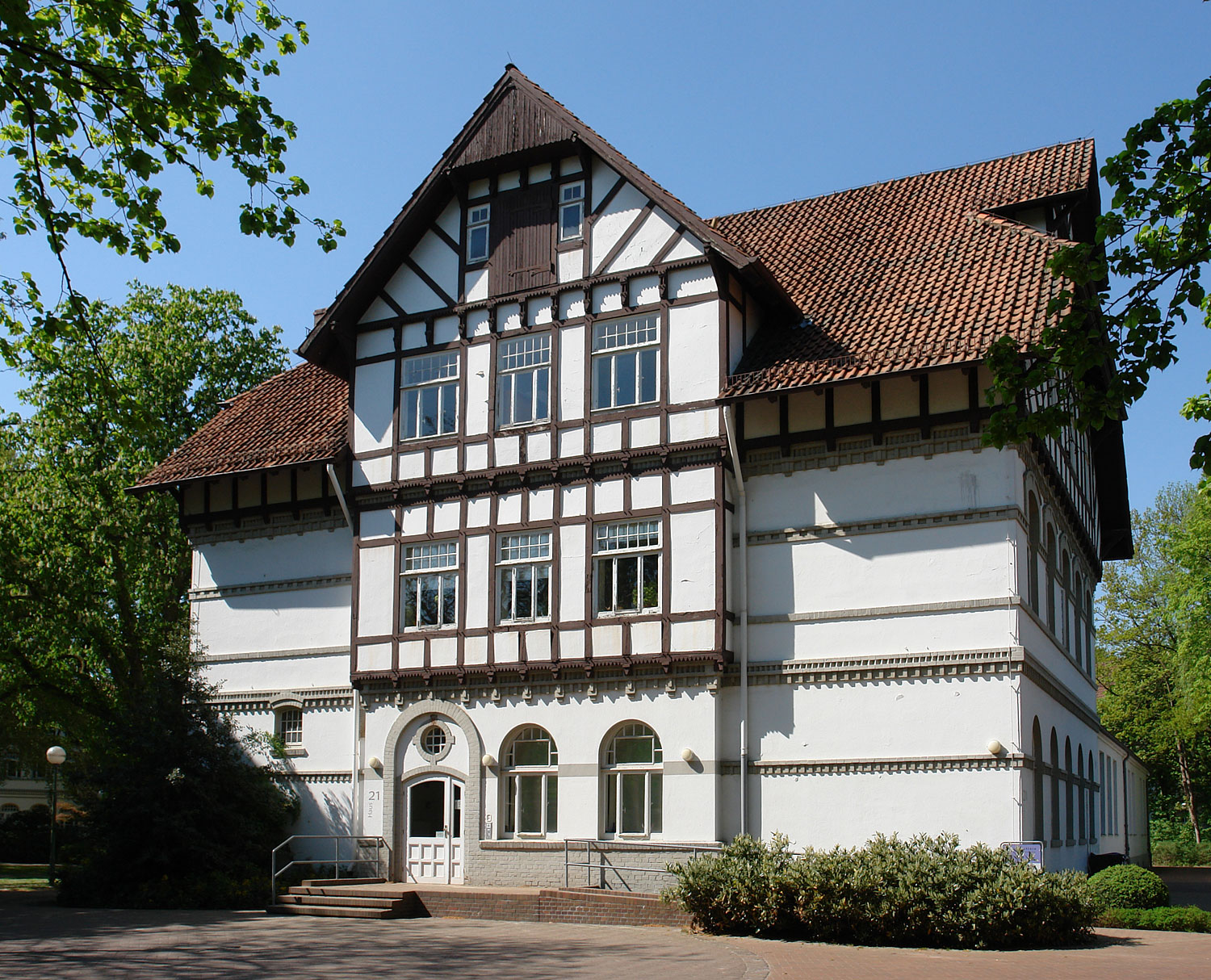
Haus 21

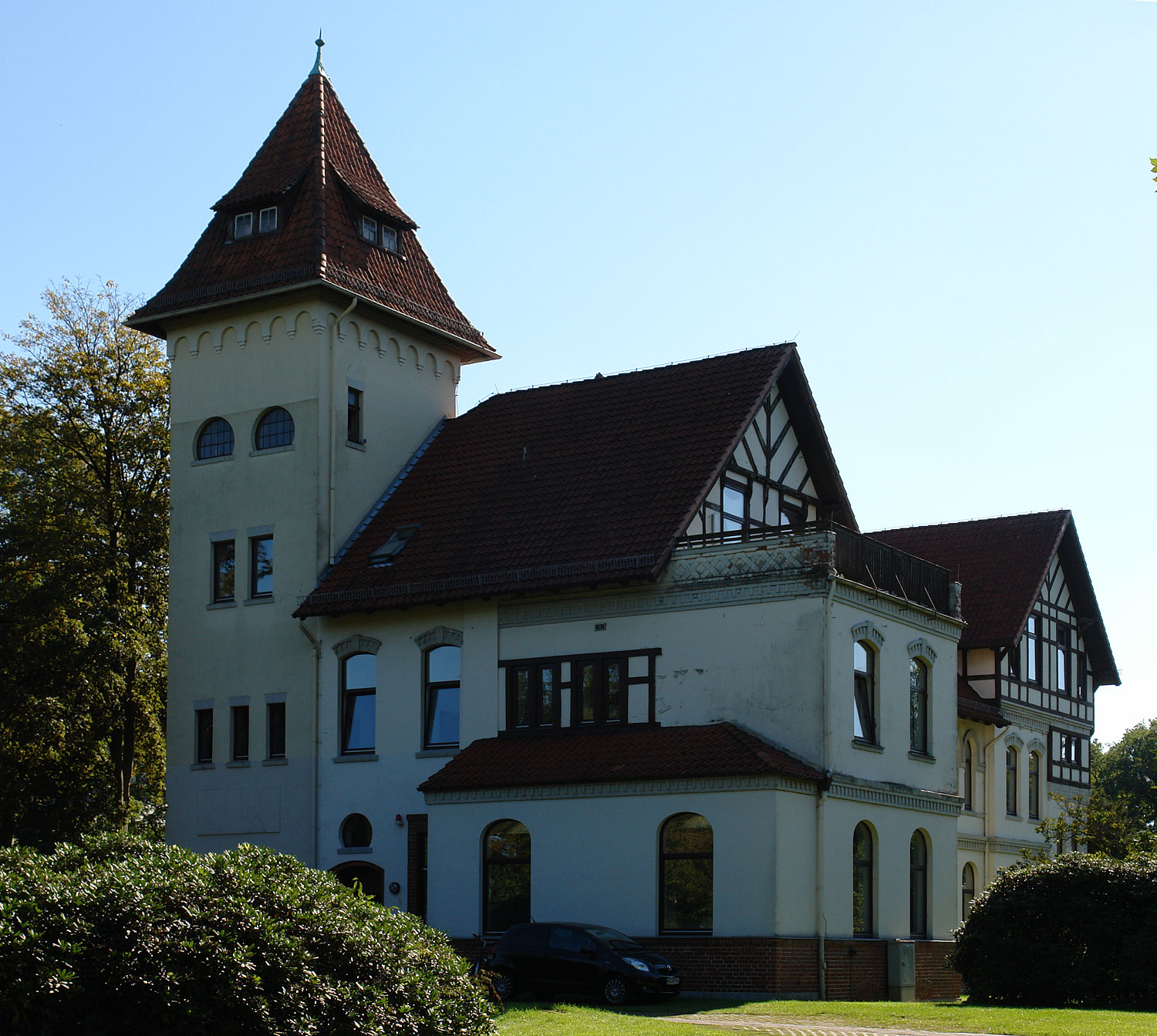
Haus 9

Das Gebäudeensemble des früheren St.-Jürgen-Asyls im heutigen Klinikum Ost mit seinen Stationen, Pensionshäusern, Verwaltungs- und Betriebsgebäuden, Wohnhäusern sowie dem früheren Anstaltsgarten und heutigen Park stehen seit 2004/05 unter Bremer Denkmalschutz.
Die Gebäude entstanden von 1900 bis 1904, und in der zweiten Phase von 1907 bis 1915, im Reformstil der Jahrhundertwende, nach Plänen von Hugo Weber und Hugo Wagner und unter Bauleitung von Hans Ohnesorge.
Die Bestandteile der Denkmalgruppe und die damaligen Nutzungen sind:

### Bauphase 1900 bis 1904
- Parkanlage
- Überwachungs-Station für Männer (Haus 1)
- Pflege-Station für Männer (Haus 12)
- Geschlossene Station für Männer (Haus 13)
- Pensionshaus für Männer (Haus 16)
- Pflege-Station für Frauen (Haus 2)
- Geschlossene Station für Frauen (Haus 3)
- Pensionshaus für Frauen (Haus 6)
- Küchengebäude (Haus 21)
- Wäscherei (Haus 20)
- Maschinenhaus und Wasserturm (Haus 24)
- Verwaltungsgebäude (Haus 9)
- Bäckerei und Werkstätten (Haus 10)
- Direktorwohnhaus (Haus 17)
- Wärterwohnung/Beamtenwohnhaus (Haus 30)
- Nebengebäude einer Wärterwohnung (Haus 31)
- Wärterwohnung/Beamtenwohnhaus (Haus 7)
- Wärterwohnung/Beamtenwohnhaus (Haus 8)
- Hofmeierhaus/Kuhstall (Haus 43)
- Gutshof/Pferdestall (Haus 40)
- Wagenschuppen (Haus 41)
- Kegelhäuschen (Haus 61)

### Bauphase 1907 bis 1915
- Offene Station für Männer (Haus 11)
- Pflegestation für Männer (Haus 14)
- Offene Station für Frauen (Haus 5)
- Pflegestation für Frauen (Haus 4)

## Einrichtung

### Kliniken und Zentren
Das Klinikum-Ost gliedert sich in 12 einzelne Kliniken und Zentren:
- Allgemein-, Visceral- und Unfallchirurgie
- Anästhesie, Intensivmedizin und Schmerztherapie
- Aufnahmezentrum
- Bildgebende Diagnostik
- Darmzentrum
- Geriatrie
- Innere Medizin
- Neurologie
- Pneumologie und Beatmungsmedizin
- Psychiatrie, Psychotherapie und Psychosomatik
- Tagesmedizin
- Thoraxchirurgie

### Institute
- Institut für Physikalische und Rehabilitative Medizin
- Institut für Klinische Neurophysiologie

### Leistungsdaten (2011 Auswahl)
- Vollbetten: 712 (2014)
- Vollstationäre Patienten: 18.630
- Mitarbeiter: 1235 (2014)
- Auslastung: 85,7 %
- Durchschnittliche Verweildauer
  - Allgemein: 7,7 Tage
  - Psychiatrie: 23,3 Tage

### Zertifizierung
Im Jahre 2008 wurde das Klinikum nach dem KTQ-Verfahren zertifiziert. Überprüft wurde in den Kategorien Patientenversorgung, Mitarbeiterorientierung, Sicherheit, Krankenhausführung, Qualitätsmanagement und Informationswesen. Positiv wurde auch der ganzheitliche Ansatz in der Patientenbehandlung bewertet.